# 霧島市立福山中学校
霧島市立福山中学校（きりしましりつ ふくやまちゅうがっこう）は、かつて霧島市福山町福山に存在した市立中学校である。

## 校区
- 福山小学校校区 全域

## 沿革
- 1947年（昭和22年） - 福山町立福山中学校として設立。
- 1971年（昭和46年） - 福山学園分教場を閉校。
- 2005年（平成17年） - 福山町が国分市などと合併し霧島市となったのに伴い、霧島市立福山中学校に改称。
- 2017年（平成29年） - 在校生数減少に伴い霧島市立国分南中学校に統合される。